# Capo-palo
Capo-palo è un termine utilizzato in araldica per indicare l'unione di un capo e di un palo quando ambedue le pezze sono dello stesso smalto.

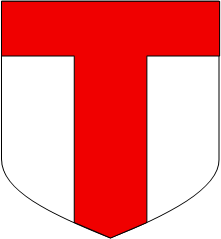
D'argento, al capo-palo di rosso
D'oro, al capo-palo di nero (Ennetbaden, Svizzera)
D'azzurro, al capo-palo d'argento (Airoux, Francia)
D'oro, al capo-palo di rosso, caricato della croce di Tolosa d'oro (Dipartimento del Tarn, Francia)
Partito di rosso e di verde, al capo-palo d'oro (Tenjo, Colombia)
D'azzurro, al capo-palo partito di verde e di rosso, bordato d'oro e caricato di sei anelletti dello stesso, accostato a destra da un chiodo della passione d'argento accompagnato da tre gigli d'oro e a sinistra da un seminato di gigli dello stesso (Trappes, Francia)